# Габриэльсен, Хольгер
Хольгер Габриэльсен (дат. Holger Gabrielsen; 27 ноября 1896, Копенгаген — 7 мая 1955, Копенгаген) — датский актёр, режиссёр и театральный критик.

## Биография
Сын ресторатора.
Выпускник драматической школы при Королевском театре Дании в Копенгагене (1917). С того же года до конца жизни работал в Королевском театре.
Как актёр дебютировал в октябре 1916 года. В общей сложности сыграл 191 трагическую и комическую роль классического и современного репертуара. Был ярким характе́рным актёром, обладал большим темпераментом, стремился к острому, точному внешнему рисунку. Х. Габриэльсен создавал выразительные образы в комедиях Л. Хольберга, Й. Хейберга, Й. Хострупа, а также в пьесах современных датских драматургов С. Клаусена, Соя, К. Мунка.
Лучший образ, созданный Х. Габриэльсеном, — Хенрик в комедиях Л. Хольберга «Одиннадцатое июня», «Хенрик и Пернилла», «Герт Вестхалер», «Честная гордость» и других.
Особое мастерство проявлял в исполнении небольших ролей: Телегин («Дядя Ваня»), Пианист и Иван Петрович («Живой труп») и других. В числе наиболее значительных постановок Х. Габриэльсена: «Хенрик и Пернилла» (1933), «Оловянщик-политик» (1934), «Жан де Франс» (19,38) Хольберга, «Анна Софи Хедвиг» Абелля (1939), «Паразиты» Соя (1945).
Дебютировал в качестве режиссёра в 1927 году. Для Х. Габриэльсена — режиссёра было характерно стремление к точному воплощению замысла драматурга, строгий вкус, тщательная работа с актёрами.
Продолжал и развивал реалистические традиции национального сценического искусства, боролся за национальный классический и современный репертуар. Преподавал мастерство актёра в школе при Королевском театре Дании, выступал как критик.
В 1947 году снял кинофильм «Mani». Снимался в кино с 1939 года.